# 芳賀卓
芳賀 卓（はが まさる、1941年2月 - ）は、日本の植物学者。理学修士。北海道教育大学名誉教授。利根別自然休養林研究会代表。山形県鶴岡市出身。

## 略歴
- 1941年2月、鶴岡市に生れる。
- 1963年、北海道大学理学部植物学科を卒業し、同大学大学院に進む。
- 1970年、大学院博士課程理学研究科植物分類学専攻を単位取得満期退学。
- 1994年、秩父宮記念学術賞を受賞する。
- 1998年1月1日、北海道教育大学僻地教育研究施設施設長。
- 2005年3月31日、定年退職
- 2006年4月1日、北海道教育大学名誉教授称号 授与。

## 著作物

### 著書
- 「藻類の生活史集成」第3巻（1993年）

### 共著
- 「阿寒の淡水藻類」（『阿寒国立公園の自然1993』上巻に収録）（1994年）

### 論文
- 「鼓藻類における種の把握-二、三の試み」
- 「札内川上流の藻類3.黄色鞭毛藻類」
- 「阿寒の淡水藻類」

## 受賞歴
- 秩父宮記念学術賞（1994年）